# Переяславська міська територіальна громада
Переяславська міська територіальна громада — територіальна громада в Україні, в Бориспільському районі Київської області. Адміністративний центр — місто Переяслав.
Утворена 12 червня 2020 року шляхом об'єднання Переяслав-Хмельницької міської ради обласного значення та Великокаратульської, Вовчківської, Гайшинської, Гланишівської, Дем'янецької, Мазінської сільських рад Переяслав-Хмельницького району.

## Населені пункти
У складі громади 1 місто (Переяслав) і 12 сіл:
- Велика Каратуль
- Вовчків
- Гайшин
- Гланишів
- Гребля
- Дем'янці
- Довга Гребля
- Мазінки
- Мар'янівка
- Плескачі
- Харківці
- Чирське

## Старостинські округи
- Великокаратульський
- Вовчківський
- Гайшинський
- Гланишівський
- Дем'янцівський
- Мазінківський

## Населення

### Мова
Розподіл населення населених пунктів громади за рідною мовою за даними перепису 2001 року:
| Мова            | Чисельність, осіб | Відсоток |
| --------------- | ----------------- | -------- |
| Українська      | 37 704            | 96,35%   |
| Російська       | 1 141             | 2,92%    |
| Вірменська      | 54                | 0,14%    |
| Білоруська      | 42                | 0,11%    |
| Румунська       | 23                | 0,06%    |
| Інші/Не вказали | 170               | 0,42%    |
| Разом           | 39 134            | 100%     |